# Aarhus Valgmenighed
Aarhus Valgmenighed (ÅVM) blev dannet i 1990 som en valgmenighed i den danske folkekirke. 
I foråret 2005 kunne Aarhus Valgmenighed indvie sin egen kirkebygning i Åbyhøj (Mjølnersvej 6, 8230 Åbyhøj) med kirkesal, møderum, præstekontorer og sekretariat.
I sommeren 2017 havde kirken fernisering på maleriet, Den Store Fortælling, af kunstneren Arne Haugen Sørensen. Maleriet er Haugen Sørensens hidtil største maleri og måler mere end 3 m × 10 m. Maleriet viser flere af de bibelske fortællinger, blandt andet Jesu fødsel samt korsfæstelse.

## Nationale netværk
Menigheden har siden starten plantet flere menigheder, bl.a. Byens Valgmenighed i København, og i 2008 dannede Aarhus Valgmenighed et landsdækkende netværk kaldet Kirke Planter Netværk. Netværket sætter fokus omkring udvikling og etablering af nye menigheder.
Kirken er også selv en del af netværket DanskOase, som arbejder med fornyelse i folkekirken.

## Medarbejdere
Menigheden har cirka 10 ansatte, herunder tre præster:
- Cand. Theol. Anders Michael Hansen, valgmenighedspræst
- Cand. Theol. Keld Dahlmann, international præst
- Cand. Theol. Hans-Christian Vindum Pettersson, studenterpræst

## Ekstern henvisninger
- Aarhus Valgmenigheds hjemmeside
- Kirke Planter Netværk Arkiveret 29. oktober 2020 hos  Wayback Machine